# Chris Sawyer's Locomotion
Chris Sawyer’s Locomotion, zkráceně jen Locomotion, je počítačová strategická hra, vytvořená společností Atari v roce 2004.

## Grafika
Kritiky bylo již mnohokrát zdůrazňováno, že tato stránka hry patří k těm nejslabším. V době, kdy vycházejí hry s 3D moderní grafikou, vyšla Locomotion s izometrickou 2D. Přestože šlo hrací mapu otáčet o každých 90°, koncepce grafiky zůstala stejná jako u Transport Tycoonu a Rollercoaster Tycoonu, z něž hra hlavně vychází. Především způsob stavby železničních tratí je naprosto identický.

## Cíl hry
Každá mapa má svůj cíl – například někde získat 95% hodnocení, nebo vydělat 5 000 000 USD. K dispozici jsou jako reálné mapy USA, Velká Británie a Švýcarsko. K vydělávání peněz, podobně jako v Transport Tycoonu, slouží dopravní prostředky, které zde patří do šesti kategorií:
- lodě,
- letadla,
- autobusy,
- tramvaje,
- nákladní vozidla,
- vlaky.

Hru začíná v roce 1900 a postupně pokračuje až do roku 2000, kdy většina scénářů končí a navíc už nepřibývají nové dopravní prostředky. Ovšem na internetu[kde?] se dnes také nacházejí sady vlaků do hry. Jsou mezi nimi i Pražské Metro, České Dráhy motoráčky a plno jiných.[zdroj?]

## Nevýhody hry
Jako nevýhody hry se dají označit hlavně nepřehlednost a vysoké hardwarové nároky; autorům se nepodařilo zopakovat úspěch klasického Transport Tycoonu.